# Микаэлян, Мари-Гаянэ
Мари-Гаянэ Микаэлян (фр. Marie-Gaïané Mikaelian; род. 3 марта 1984, Лозанна) — швейцарская и армянская теннисистка. Член сборной Армении в Кубке Федерации, победительница одного турнира WTA в одиночном разряде.

## Игровая карьера
Мари-Гаянэ Микаэлян училась играть в теннис с помощью родителей — отца-армянина и матери-швейцарки. Швейцарская теннисная федерация долгое время отказывалась разглядеть талант девочки, и она представляла на международных юниорских турнирах Армению. В 15 лет, в 1999 году, она приняла участие в своих первых финалах профессиональных турниров, выиграв турнир-«десятитысячник» ITF в Ленцерхайде (Швейцария), а затем добравшись до финала более престижного Вьеннского турнира во Франции. В Пуатье Микаэлян, занимавшая в рейтинге лишь 555-е место, одержала семь побед подряд, включая отборочный турнир, в том числе над двумя соперницами из первой сотни рейтинга — Катариной Среботник и Жюстин Энен. В том же году Микаэлян стала победительницей теннисного турнира первых Панармянских игр в Ереване и чемпионкой Европы среди девушек в возрасте до 16 лет.
В июне 2001 года 17-летняя Микаэлян пробилась в полуфинал Открытого чемпионата Ташкента, входящего в календарь WTA-тура, а менее чем через два месяца — в финал турнира такого же ранга в Базеле. Базельский турнир Микаэлян, занимавшая 167-е место в рейтинге, начала с победы над посеянной под первым номером 16-й ракетки мира Сильвией Фариной-Элией, а затем обыграла 58-ю ракетку мира Даниэлу Гантухову, но в финале всё же уступила чешке Адриане Герши, в рейтинге находившейся на 102-й позиции. Этот сезон был ознаменован для Мари-Гаянэ также выигрышем европейского теннисного чемпионата среди девушек в возрасте до 18 лет, где она участвовала под армянским флагом. В октябре молодая швейцарка на турнире высшей категории в Цюрихе победила 13-ю ракетку мира, вице-чемпионку Сиднейской Олимпиады Елену Дементьеву и после этого впервые вошла в число ста сильнейших теннисисток мира.
Пик карьеры Микаэлян пришёлся на 2002 год. После Открытого чемпионата Франции она впервые в карьере вошла в рейтинге в Top-50, а сразу же после этого выиграла Открытый чемпионат Ташкента — свой первый турнир WTA, где уже была посеяна под первым номером. В сентябре в Квебеке Микаэлян переиграла двух соперниц из первой двадцатки рейтинга — Магдалену Малееву и Сильвию Фарину, хотя второй титул ей добыть не удалось. В третий финал турнира WTA менее чем за полгода она пробилась в новогоднюю неделю в австралийском Голд-Косте после победы над ещё одной теннисисткой из Швейцарии — 15-й ракеткой мира Патти Шнидер. Эти успехи к концу января 2003 года принесли Микаэлян 33-е место в рейтинге — высшее на всём протяжении карьеры.
Вскоре, однако, последовала серьёзная травма: Микаэлян пришлось сняться с первого круга Открытого чемпионата Австралии с трещиной в ребре. На корт она вернулась только в марте, но прежней игры уже не показывала, до конца года лишь трижды сумев дойти до третьего круга на турнирах WTA. В 2004 году её лучшим результатом стал второй в карьере финал Вьеннского турнира в Пуатье, но в турнирах WTA она снова не проходила дальше третьего круга. Сезон 2005 года Микаэлян прервала почти в самом начале, сыграв всего в четырёх турнирах и проведя последний матч в середине февраля. Попытка вернуться на корт на следующий год окончилась пятью поражениями в первом круге из шести турниров, в которых участвовала Микаэлян. Следующее появление на корте в профессиональном турнире состоялось лишь в 2010 году, когда жительница Швейцарии была приглашена защищать цвета сборной Армении в Кубке Федерации вместе с москвичками Людмилой Никоян и Анной Мовсисян. После этого Микаэлян провела лишь один матч в профессиональном турнире — в июне того же года в Ленцерхайде, где за 11 лет до этого начала свой путь в теннисную элиту.

## Участие в финалах турниров за карьеру

### Одиночный разряд

#### Турниры WTA (3+1)
| Легенда             |
| ------------------- |
| 3-я категория (0+2) |
| 4-я категория (1+1) |

| Результат | №  | Дата             | Турнир               | Покрытие | Соперница в финале | Счёт в финале |
| --------- | -- | ---------------- | -------------------- | -------- | ------------------ | ------------- |
| Поражение | 1. | 30 июля 2001     | Базель, Швейцария    | Грунт    | Адриана Герши      | 4-6, 1-6      |
| Победа    | 1. | 10 июня 2002     | Ташкент, Узбекистан  | Хард     | Татьяна Пучек      | 6-4, 6-4      |
| Поражение | 2. | 16 сентября 2002 | Квебек, Канада       | Хард(i)  | Елена Бовина       | 3-6, 4-6      |
| Поражение | 3. | 29 декабря 2002  | Голд-Кост, Австралия | Хард     | Натали Деши        | 3-6, 6-3, 3-6 |

#### Турниры ITF (1+2)
| Легенда        |
| -------------- |
| 75.000 USD (0) |
| 10.000 USD (1) |

| Результат | №  | Дата            | Турнир                 | Покрытие | Соперница в финале | Счёт в финале |
| --------- | -- | --------------- | ---------------------- | -------- | ------------------ | ------------- |
| Победа    | 1. | 14 июня 1999    | Ленцерхайде, Швейцария | Грунт    | Зузи Лорманн       | 6-3, 6-4      |
| Поражение | 1. | 11 октября 1999 | Пуатье, Франция        | Хард(i)  | Квета Грдличкова   | 6-4, 4-6, 2-6 |
| Поражение | 2. | 23 ноября 2004  | Пуатье (2)             | Хард(i)  | Анастасия Екимова  | 5-7, 2-6      |